# Cố Nguyên
Cố Nguyên (tiếng Trung: 固原市, Hán Việt: Cố Nguyên thị) là một địa cấp thị của khu tự trị dân tộc Hồi Ninh Hạ, Cộng hòa Nhân dân Trung Hoa.

## Các đơn vị hành chính
Địa cấp thị Cố Nguyên quản lý các đơn vị hành chính trực thuộc sau: 
- Một quận nội thành: Nguyên Châu (原州区)
- Bốn huyện: Tây Cát (西吉县), Long Đức (隆德县), Kính Nguyên (泾源县), Bành Dương (彭阳县)